# Пелчиньская-Наленч, Катажина
Катажина Пельчинская-Наленч (пол. Katarzyna Pełczyńska-Nałęcz; род. 26 октября 1970, Варшава) — польский дипломат, политический и государственный деятель. Член партии «Польша 2050». Министр фондов и региональной политики Республики Польша с 13 декабря 2023 года. В прошлом — посол Польши в России с 13 августа 2014 по 31 июля 2016 года, первая женщина на этой должности с момента установления дипломатических отношений между Польшей и Россией.

## Биография
Родилась 26 октября 1970 года в Варшаве. Отец — математик Александр Пелчинский.
В 1994 году окончила Институт социологии Варшавского университета, получив степень магистра социологии. В 1999 году в Институте философии и социологии при Польской академии наук защитила докторскую работу на тему «Польская политическая активность в 1989—1995 годах» (пол. Aktywność polityczna Polaków 1989–1995). Была там в аспирантуре вплоть до 2003 года.
В 1992—1995 и 1999—2012 годах работала в варшавском Центре восточных исследований, в котором прошла путь от эксперта до начальника Российского отдела и заместителя директора. С 2011 по 2012 годы была представителем Центра в Брюсселе и координатором совместных проектов с Французским институтом международных дел. Является автором нескольких научных работ, посвящённых анализу отношений на постсоветском пространстве, общественно-политической ситуации в России и странах Восточной Европы, а также политике ЕС в отношении вышеперечисленных стран.
С 2008 по 2012 годы состояла в Российско-польской группе по сложным вопросам, с 2009 по 2010 годы — член Руководящего комитета Форума гражданского общества при Центре восточных исследований. С января 2012 года по июль 2014 года работала в Министерстве иностранных дел, занимая должность заместителя министра иностранных дел Польши.
На должность посла в Российской Федерации Катажина Пельчинская-Наленч была назначена указом Президента Польши 13 августа 2014 года, в Москве официально представлена 19 ноября 2014. В должности нового посла выступила с призывом как можно скорее вернуть обломки разбившегося под Смоленском Ту-154. Также её стараниями начал действовать безвизовый режим между Калининградской областью и польскими регионами, граничащими с ней.
Снята с должности посла 31 июля 2016 года. В том же году стала директором программы Фонда имени Стефана Батория.
В 2020 году — член предвыборного штаба кандидата в президенты Польши Шимона Холовни. В 2021 стала директором Института стратегии 2050 (аналитического центра при партии «Польша 2050»).
13 декабря 2023 года приведена к присяге как министр фондов и региональной политики Республики Польша в правительстве под руководством премьер-министра Дональда Туска.

## Семья
Замужем, имеет троих детей.

## Награды
- Почётный знак МИД Польши «Bene Merito»: 2010[12]

## Научные работы
- Dokąd sięgają granice Zachodu? Rosyjsko-polskie konflikty strategiczne 1990–2010, OSW, Warszawa, marzec 2010
- Abchazja, Osetia Południowa, Górski Karabach: rozmrożone konflikty pomiędzy Rosją a Zachodem, OSW, Warszawa, lipiec 2008
- Ekspansja Gazpromu w UE – kooperacja czy dominacja, OSW, Warszawa, kwiecień 2008